# Антонов Ан-3
Антонов АН-3 е съветско-украински многоцелеви самолет използван за земеделски цели, за транспорт на пътници и товари. Самолетът е с турбовинтови двигатели и е базиран на Антонов Ан-2. Първият полет е направен на 13 май 1980 г., но поради липсата на официален интерес, тестовите полети са завършени към 1991 г. Това е един от малкото турбинно задвижвани биплани към днешна дата.
Проектът е възобновен в края на 90-те години, а маркетинговата кампания започва през 2000 г., като продажбите са ограничени. Самолета има два варианта, земеделският Ан-3СКх и транспортният Ан-3Т, който може да превозва 12 пасажера или 1800 kg товар.

## Характеристики
- Екипаж – 2 души
- Капацитет – 2200 L химикали
- Дължина – 14 m
- Разпереност – 18,2 m
- Височина – 4,9 m
- Площ на крилата – 71,6 m2
- Тегло без товар – 3200 kg
- Тегло на товара – до 1800 kg

### Подобни разработки
- Антонов Ан-2
- Антонов Ан-6

### Сравними самолети
- PAC Cresco